# La Paz

Wappen von La Paz

La Paz (spanisch Nuestra Señora de La Paz, Aymara Chuquiyapu Marka oder Chuquiago) ist die Hauptstadt des Departamento La Paz und der Regierungssitz Boliviens (Hauptstadt: Sucre). Mit einer Höhenlage auf 3200 bis 4100 m (unter Einschluss des inzwischen eigenständigen El Alto) ist sie der weltweit höchstgelegene Regierungssitz.
Der volle Name der Stadt lautete zunächst Nuestra Señora de La Paz ‚Unsere Liebe Frau des Friedens‘ wegen eines verhinderten Aufstands der indigenen Ureinwohner; den heutigen Namen erhielt sie 1825 zum Gedenken an die siegreiche Schlacht bei Ayacucho im Unabhängigkeitskrieg gegen die Spanier.
In einer Rangliste der Städte nach ihrer Lebensqualität belegte La Paz im Jahre 2018 den 156. Platz unter 231 untersuchten Städten weltweit.

## Geografie

### Lage im Nahraum
Die Stadt liegt im Municipio La Paz in dem rund 400 Meter tiefen Canyon des Río Chokeyapu, der in die umgebende Hochebene des Altiplano eingeschnitten ist und sich zu einem Talkessel mit einem geschützten und angenehmen Klima weitet.
Auf der Hochebene westlich von La Paz ist die Stadt El Alto entstanden, die mit 848.840 Einwohnern (Volkszählung 2012) inzwischen größer ist als La Paz; dort befindet sich der internationale Flughafen La Paz-El Alto. Der Höhenunterschied zwischen den weiter talabwärts gelegenen südlichen Stadtteilen mit vielen Villen und dem Stadtrand am oberen Ende des Talkessels beträgt knapp 1000 m, was bei der Abfahrt von El Alto hinunter nach La Paz zu einem der spektakulärsten Ausblicke Boliviens führt. Zwischen der Höhenlage der Wohnviertel und dem sozialen Status ihrer Bewohner existiert eine eindeutige Beziehung: je höher die Lage, desto ärmer die Bewohner. Bei einer durchschnittlichen Abnahme der Temperatur um 0,6 °C je 100 m liegt die Differenz zwischen den tiefsten und den höchsten Wohnlagen bei immerhin 6 °C im Jahresmittel; auch die Höhenkrankheit stellt für Auswärtige in den oberen Vierteln ein größeres Problem dar.
Über der Stadt thront der mächtige Illimani (6439 m) mit seinen vier Gipfeln, der etwa 40 km südöstlich der Stadt liegt.

### Klima
Das Klima von La Paz ist aufgrund der Höhenlage alpin ozeanisch (Cwc).
|                       | Jan | Feb | Mär | Apr | Mai | Jun | Jul | Aug | Sep | Okt | Nov | Dez |   |      |
| Mittl. Tagesmax. (°C) | 17  | 17  | 18  | 18  | 18  | 17  | 17  | 17  | 18  | 19  | 19  | 18  | ⌀ | 17,8 |
| Mittl. Tagesmin. (°C) | 6   | 6   | 6   | 4   | 3   | 1   | 1   | 2   | 3   | 4   | 6   | 6   | ⌀ | 4    |
|                       |     |     |     |     |     |     |     |     |     |     |     |     |   |      |
| Niederschlag (mm)     | 114 | 107 | 66  | 33  | 13  | 8   | 10  | 13  | 28  | 41  | 48  | 94  | Σ | 575  |
|                       |     |     |     |     |     |     |     |     |     |     |     |     |   |      |
| Sonnenstunden (h/d)   | 6   | 5   | 5   | 6   | 8   | 9   | 9   | 8   | 7   | 6   | 6   | 6   | ⌀ | 6,8  |

| 6 |

| 6 |

| 6 |

| 4 |

| 3 |

| 1 |

| 1 |

| 2 |

| 3 |

| 4 |

| 6 |

| 6 |

| 6 |

| 6 |

| 6 |

| 4 |

| 3 |

| 1 |

| 1 |

| 2 |

| 3 |

| 4 |

| 6 |

| 6 |

### Stadtbild

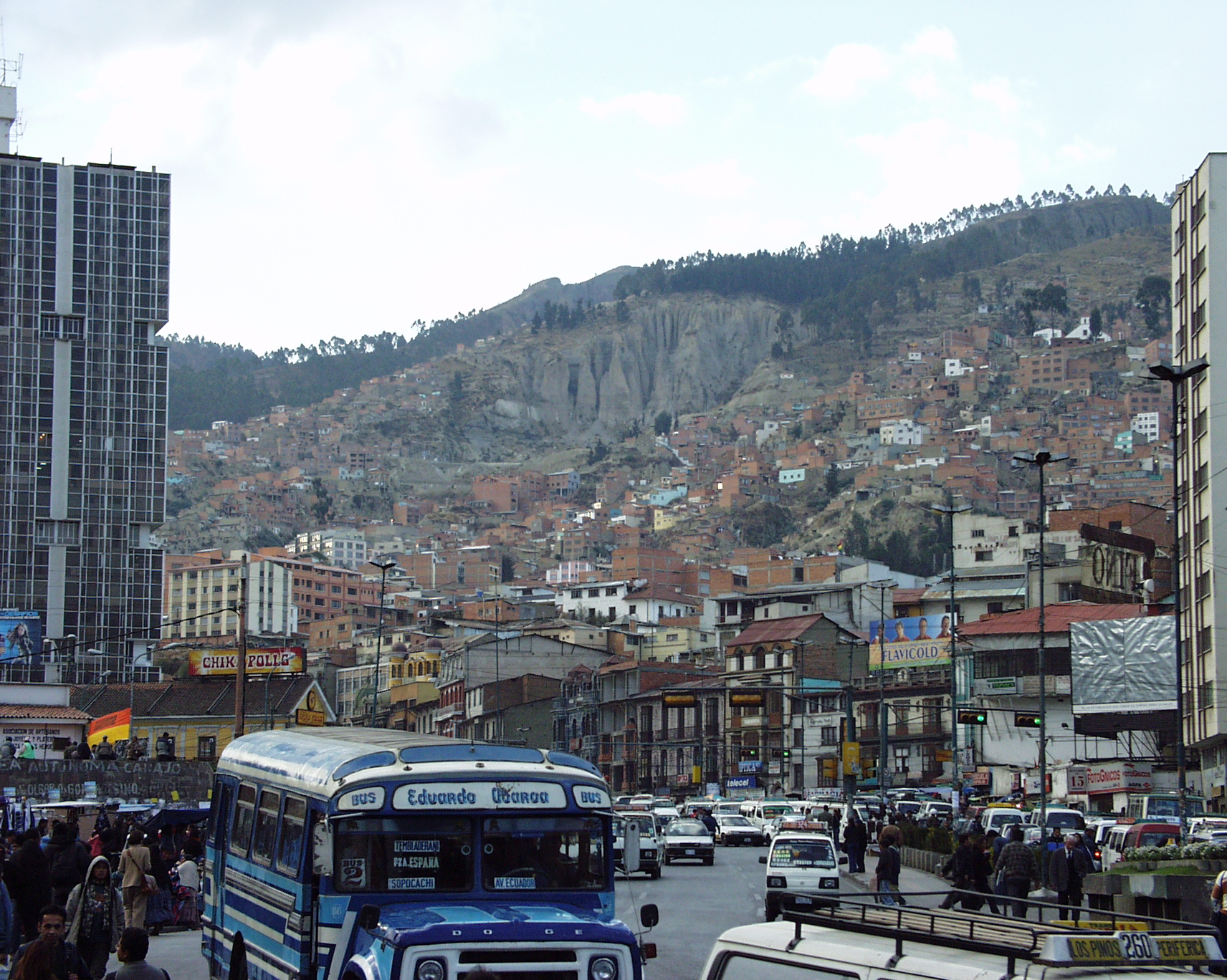
Zentrum von La Paz

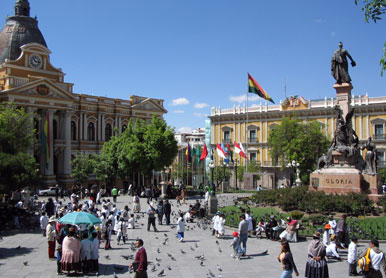
Plaza Murillo mit Parlamentsgebäude (links) und Präsidentenpalast (rechts)

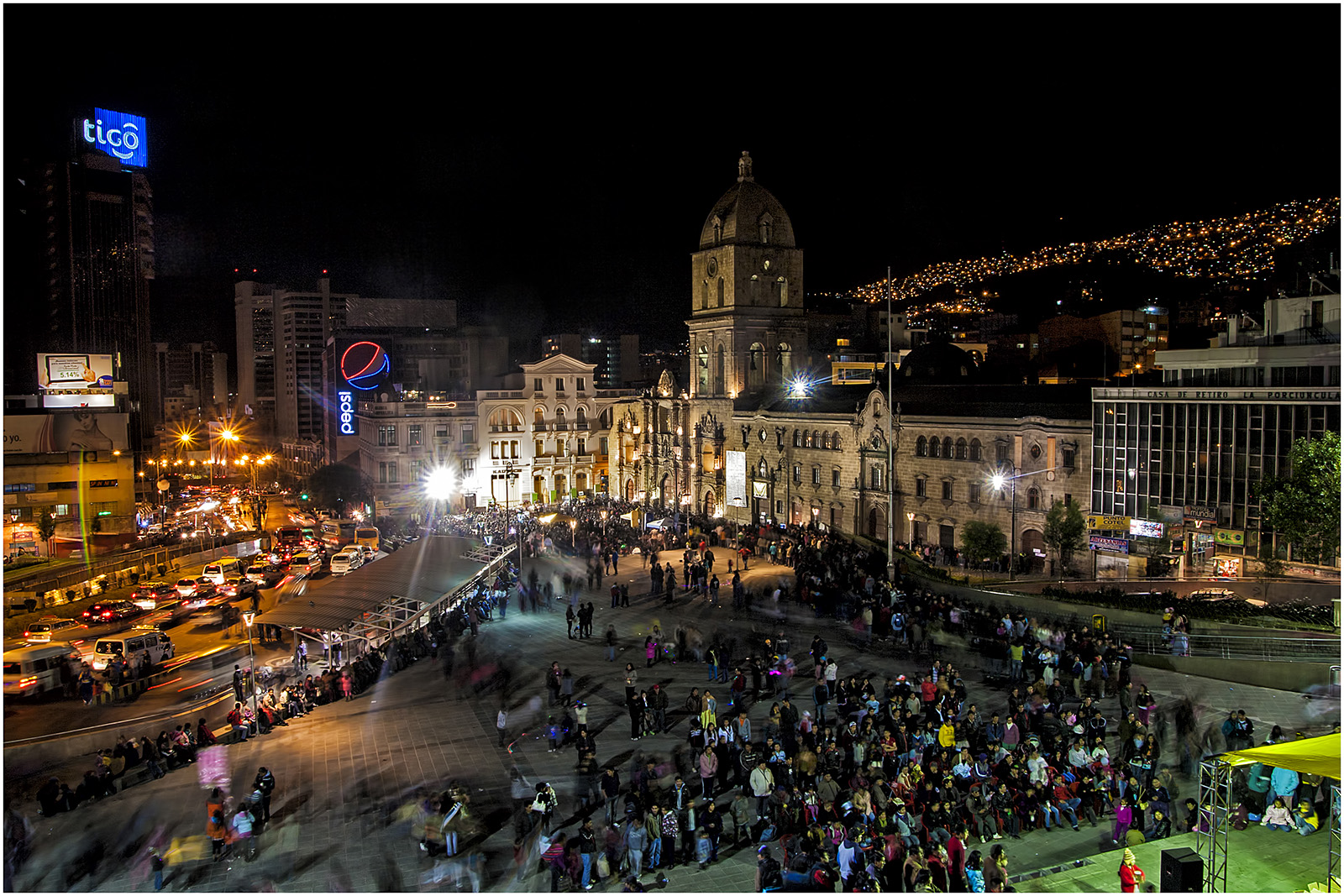
Die Basilika San Francisco in der Nacht der Museen

Die Innenstadt unterscheidet sich nur unwesentlich von anderen Großstädten. Leuchtreklamen und Plakate, vielfältige Einkaufsmöglichkeiten mit internationalem Angebot und moderne Bürogebäude beherrschen das Bild. Wie viele bolivianische Städte hat La Paz mehrere Markthallen und große offene Märkte.
Die Stadt selbst gliedert sich in zwei Teile: einen nördlichen Teil, der das Stadtzentrum und einen großen Teil der kulturellen Einrichtungen umfasst; und einen südlichen Teil (zona sur), in dem Einfamilienhäuser das Bild prägen. Verbunden werden beide Teile mit einer Stadtautobahn für private PKW und einer Hauptverkehrsstraße für öffentliche Verkehrsmittel. Der südliche Teil liegt wesentlich tiefer als das Zentrum, ist wärmer und deshalb bei der wohlhabenden Bevölkerungsschicht sehr beliebt. Da eine weitere Ausdehnung des nördlichen Teils an Platzmangel scheitert, wächst der Süden umso mehr.
Das höchste Gebäude in La Paz und in ganz Bolivien war mit 107,30 m das Gebäude der bolivianischen Zentralbank Banco Central de Bolivia, mittlerweile ist der erweiterte Regierungssitz, im August 2019 eingeweiht, mit 120 m das höchste Gebäude.
Größte Brücke in La Paz ist die Puente de las Americas. Ende 2010 wurden die Drillingsbrücken Puentes Trillizos eröffnet.

### Stadtteile
|   | N°          | Verwaltungsbezirk | Ortsteile La Paz |
| - | ----------- | --- | ---------------- |
| 1 | Mallasa     | Amor de Dios • Mallasa • Muela del Diablo • Mallasilla • Jupapina                                                                   |                  |
| 2 | Zona Sur    | Obrajes • Bella Vista • Bolonia • Irpavi • Calacoto • Cota Cota • Achumani • Ovejuyo • Koani • La Florida • Seguencoma • San Miguel |                  |
| 3 | San Antonio | San Antonio • Villa Copacabana • Pampahasi • Valle Hermoso • Kupini • Villa Armonia • Callapa • San Isidro                          |                  |
| 4 | Periferica  | Achachicala • Chuquiaguillo • Villa Fátima • Vino Tinto • 5 Dedos • Santiago de Lacaya • Rosasani                                   |                  |
| 5 | Max Paredes | Munaypata • La Portada • El Tejar • Gran Poder • Obispo Indaburu • Chamoco Chico • Munaypata • Pura Pura • Ciudadela Ferroviaria    |                  |
| 6 | Zona Centro | Casco Urbano Central • San Jorge • Miraflores • San Sebastián • Santa Bárbara • Parque Urbano Central                               |                  |
| 7 | Cotahuma    | Sopocachi • Alto Sopocachi • Pasankeri • Tembladerani • Alpacoma • Belén • Tacagua • San Pedro • Bajo Llojeta                       |                  |

- Casco Viejo: Casco Viejo ist die Altstadt und das ehemalige Zentrum von La Paz. Dort befinden sich Museen, Hotels, Geschäfte und wichtige Gebäude wie das Rathaus mit Stadtverwaltung und die Zentralbank von Bolivien (Banco Central de Bolivia). An der Plaza Murillo liegen die Kathedrale, der Regierungspalast und der Nationalkongress.
- Zona Central: hier liegt das Viertel von Zona San Jorge. In diesem Stadtteil befinden sich Geschäfte, Hotels und viele Botschaften. Es gibt auch mehrere Wohnhäuser sowie Restaurants und Diskotheken.
- Sopocachi: Sopocachi ist eines der ältesten Wohnviertel der Stadt.
- San Pedro: San Pedro ist einer der ältesten Stadtteile. Sein Zentrum bildet die sogenannte „Plaza de San Pedro“ (offizieller Name: Plaza Sucre) am rechten Ufer des Flusses Choqueyapu. Er ist die Heimat von zahlreichen Geschäften, von Druckereien und Autohäusern und der Gefängnisstadt San Pedro. Außerdem liegt in San Pedro der Mercado Rodriguez, einer der größten und ältesten Märkte der Stadt.
- Miraflores: Miraflores ist von der Innenstadt deutlich getrennt. In diesem Stadtteil wohnen mittlerweile etwa 45.000 Einwohner. Dieser Stadtteil wurde 1927 von dem Urbanisten Emilio Villanueva geplant. Miraflores ist als Erholungsort bekannt, beherbergt ein großes Einkaufszentrum, bedeutende Universitäten und Krankenhäuser mit der wichtigen Fakultät für Medizin der UMSA. In Miraflores befindet sich das größte Stadion von La Paz, das Estadio Hernando Siles.
- Zona Norte: Zona Norte ist besonders durch seine Industrie geprägt (vor allem Lebensmittelindustrie). In Zona Norte beginnt auch die Autobahn, die La Paz mit der Stadt El Alto verbindet.
- Zona Sur: Die Zona Sur ist die tiefste Gegend von La Paz und liegt auf einer Höhe von etwa 3200 m bis 3400 m. Dieser Stadtteil ist das größte Wohnviertel von La Paz. Die Zona Sur verzeichnete in letzter Zeit ein starkes Wachstum und gilt als Wohnviertel der wohlhabenderen Schichten.

## Sehenswürdigkeiten
Von touristischem Interesse ist die Kirche San Francisco, deren Bau 1549 begonnen wurde, sowie die Gegend um die Plaza Murillo. Auf einem als „Hexenmarkt“ bezeichneten Markt werden den traditionellen Ritual-Gegenständen nachgeahmte Souvenirs an Touristen verkauft. An den „Hexenmarkt“ schließt sich der „schwarze Markt“ (Mercado negro) an. Die Laden- und Standbesitzer hier zahlen keine bzw. kaum Steuern, der Markt ist jedoch zu wichtig (Arbeitsplätze, Geld etc.), als dass die Stadtverwaltung dagegen vorginge. Im Innenstadtbereich befinden sich zahlreiche Museen. Einen höheren Bekanntheitsgrad hat das Coca-Museum. In ihm wird die Geschichte der Coca von ihren Anfängen als Bestandteil kultischer Riten bis hin zur Verwendung in der modernen Medizin dargestellt.
Am südlichen Stadtrand liegt das Valle de la Luna, eine Erosionslandschaft.

## Geschichte
La Paz wurde 1548 von Alonso de Mendoza als Station auf dem Handelsweg von Potosí nach Callao in Peru gegründet. Der formelle Gründungsakt für die neue Stadt wurde am 20. Oktober 1548 in der Ortschaft Laja vollzogen (ca. 25 km westlich vom heutigen La Paz). Drei Tage später wurde ein Platz im Tal des Río Chokeyapu als Standort für die neue Stadt festgelegt und ein Teil der Einwohner von Laja umgesiedelt. Das Tal bot Schutz vor dem rauen Wetter auf der Hochebene des Altiplano, zudem gab es hier Goldvorkommen. Die neue Stadt lag verkehrsgünstig am Kreuzungspunkt des Silberweges von Potosí nach Peru und des Cocaweges aus den Yungas.
Simon Bolivar rief im Jahr 1825 die Unabhängigkeit Boliviens aus und trotz der wichtigen Position in Bolivien wurde La Paz nicht zur Hauptstadt erklärt. Die Bestimmung Sucres zu eben dieser im Jahr der Unabhängigkeit schmälerte die Bedeutung von La Paz nicht. La Paz wurde Regierungssitz und blieb das kulturelle und wirtschaftliche Zentrum des Landes. Am 25. Oktober 1830 verfügte eine Regierungsverordnung die Gründung der Universität Mayor de San Andrés (kurz: UMSA).
1899 wurde die Stadt nach einer kurzen Revolte zum Regierungssitz bestimmt, da sie als einzige größere bolivianische Stadt nicht vom wirtschaftlichen Niedergang Potosís betroffen war.
Am 22. Juli 2007 fand eine Bevölkerungsbefragung statt, bei der etwa zwei Millionen Menschen für den Verbleib des Regierungssitzes in La Paz stimmten.

## Bevölkerung
Die Einwohnerzahl der Stadt La Paz ist in den vergangenen sechs Jahrzehnten auf mehr als das Doppelte angestiegen, im ersten Jahrzehnt des neuen Jahrtausends jedoch rückläufig:
| Jahr | Einwohner | Quelle       |
| ---- | --------- | ------------ |
| 1950 | 321073    | Volkszählung |
| 1976 | 654713    | Volkszählung |
| 1992 | 713378    | Volkszählung |
| 2001 | 789585    | Volkszählung |
| 2012 | 757184    | Volkszählung |
| 2024 |           | Volkszählung |

La Paz ist die drittgrößte Stadt Boliviens, nach der Millionenstadt Santa Cruz (1.453.549 Einwohner) im Tiefland und der Nachbarstadt El Alto (848.840 Einwohner).
Die Agglomeration La Paz hat geschätzte zwei Millionen Einwohner, die Paceños bzw. Paceñas genannt werden, und schließt unter anderem die Städte El Alto, Viacha und Achocalla ein.

## Wirtschaft
Die Stadt beheimatet die nationale Wertpapierbörse, die Bolsa Boliviana de Valores und weitere Unternehmen und Gewerbeformen.

## Kultur
La Paz verfügt im Vergleich zu anderen bolivianischen Städten über ein reiches kulturelles Angebot. Fast täglich gibt es Konzerte, Lesungen, Theater- und sonstige Aufführungen.

### Folklore
Einen besonders wichtigen Platz nimmt die Folklore ein: Bolivianische Tänze gibt es nicht nur bei den zahlreichen Folklore-Umzügen, sondern auch regelmäßig im Teatro Municipal oder in der Casa de la Cultura zu sehen.

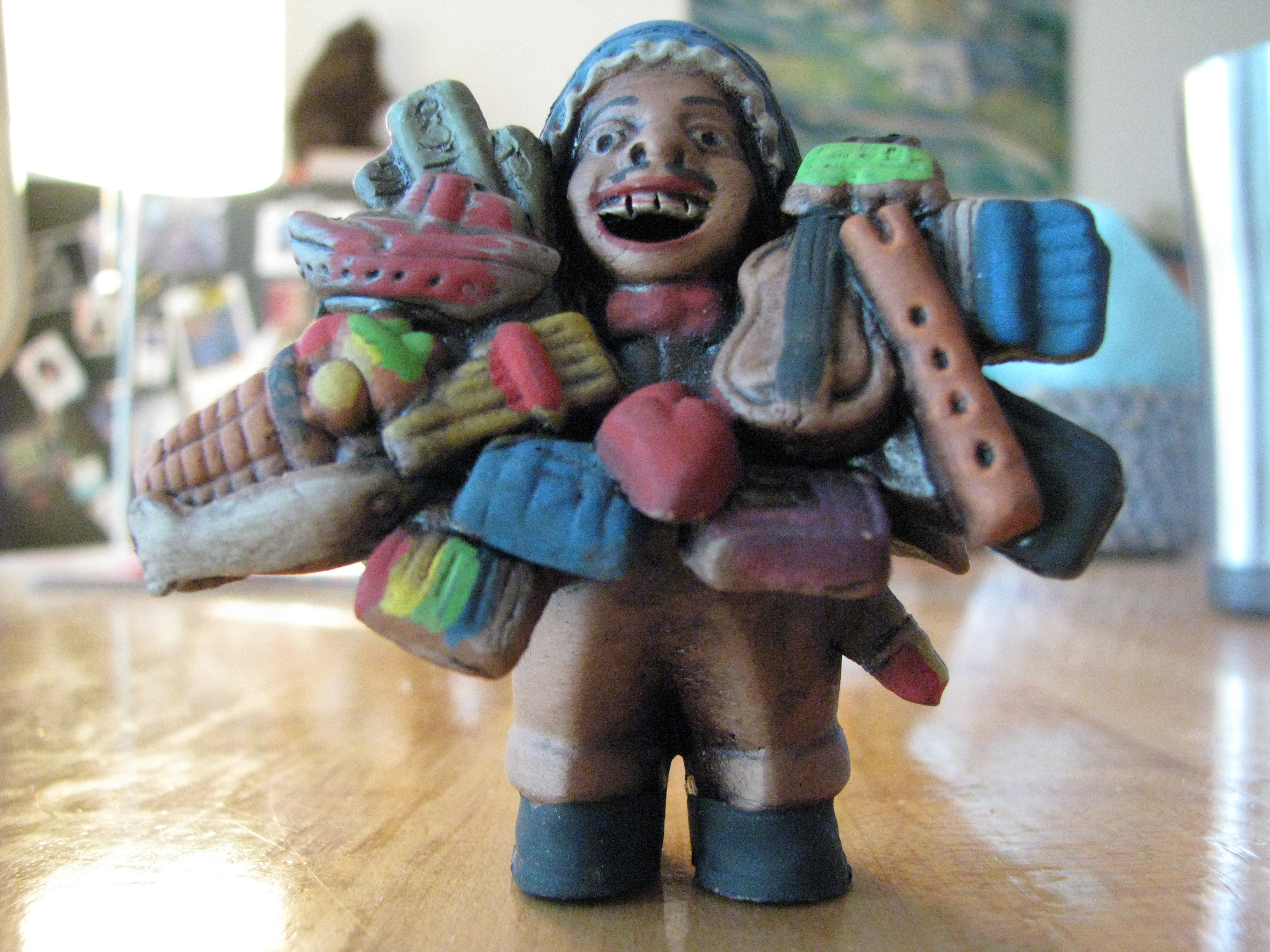
Miniatur von Ekeko

Zu Beginn jeden Jahres findet die Feria de las Alasitas statt, zu Ehren von Ekeko, einer Gottheit der Fruchtbarkeit und des Überflusses für die Stadt La Paz. Ein zentraler Bestandteil sind verschiedenste Miniaturen, die dort gekauft, in indigenen Ritualen oder von der Kirche gesegnet und anschließend verschenkt werden. Durch die Segnung können die Miniaturen Wünsche in Erfüllung gehen lassen und symbolisch Schulden bezahlen. Dies verbindet die Menschen durch alle sozialen Schichten und mindert Spannungen.
2017 wurde rituelle Reisen in La Paz während Alasita von der UNESCO in die Repräsentative Liste des immateriellen Kulturerbes der Menschheit aufgenommen.
Am Sonntag Trinitatis (Dreifaltigkeitstag), Ende Mai oder Anfang Juni, wird das Festival der Santísima Trinidad del Señor Jesús del Gran Poder mit großer Prozession, Musik und Tänzen gefeiert. Die Teilnehmer in farbenfrohen Kostümen zeigen ihre spezielle Ausübung des Anden-Katholizismus.
2019 wurde Das Festival der Santísima Trinidad del Señor Jesús del Gran Poder von der UNESCO in die Repräsentative Liste des immateriellen Kulturerbes der Menschheit aufgenommen.

### Theater
La Paz besitzt eine der reichsten Theaterszenen Boliviens. Das bolivianische Theater übernimmt eine aufklärerische und gesellschaftspolitische Funktion, die durch ein breites Spektrum von zeitgenössischen Dramatikern repräsentiert wird.

### Museen
- Das Museo Casa de Murillo ist eines der größten und bekanntesten Museen Boliviens mit über sechstausend Ausstellungsstücken.
- Das Museo Nacional de Arte, eines der größten Museen seiner Art in Südamerika, beherbergt eine Sammlung von Kunstschätzen aus Bolivien, darunter Skulpturen, Kleidung und Kostüme, kostbare Porzellan- und Glasgefäße, Möbelstücke und Musikinstrumente. Viele Werke der bekanntesten Maler Boliviens, u. a. Melchor Pérez de Holguín, finden sich in dem Barockgebäude.
- Das Coca-Museum ist das weltweit größte Coca-Museum. Darin wird unter anderem die Geschichte der Coca von ihren Anfängen als Bestandteil kultischer Riten bis hin zur Verwendung in der modernen Medizin dargestellt.
- Das Museo Nacional de Arqueología de Bolivia ist das archäologisches Nationalmuseum Boliviens.

### Medien
La Paz ist der Verlagsort für große nationale Tageszeitungen in spanischer Sprache wie El Diario, La Prensa, die internationale Zeitung La Razón u. a. Außerdem werden hier einige englischsprachige Zeitungen herausgegeben.

### Bildung
Neben der 1830 gegründeten staatlichen Universidad Mayor de San Andrés (UMSA) existieren in La Paz eine Reihe privater Universitäten, wie die Universidad Católica Boliviana San Pablo, die Universidad Andina Simón Bolívar oder die Universidad del Valle.

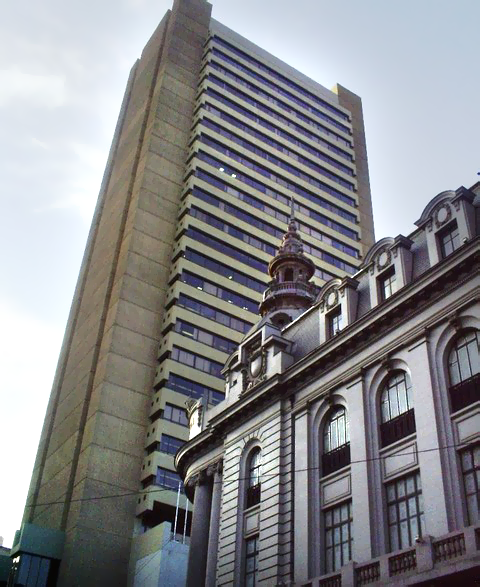
Gebäude der Banco Central de Bolivia in La Paz

### Messen
In La Paz gibt es jährlich eine internationale Buchmesse, bei der regionale und internationale Exponenten ihre Bücher vorstellen.

### Sport
Besonders im Fußball und in den Tennissportarten dominiert der Regierungssitz den Sportbetrieb des Landes weitgehend. In der Stadt residieren die beiden erfolgreichsten Fußballvereine Boliviens, Club Bolívar (1925 gegründet) und The Strongest La Paz (1908 gegründet). Das Derby zwischen beiden Vereinen wird Superclásico genannt. Die meisten Fußballspiele werden im Estadio Hernando Siles ausgetragen.
Bei La Paz liegt das Alto Irpavi Velodrome, das höchstgelegene Velodrom der Welt (3408 m). Auf dem Berg Chacaltaya (5421 m) etwa 20 km nördlich des Stadtzentrums befand sich lange die höchste Skipiste der Welt.

## Verkehr

### Fernverkehr
La Paz hat einen Busbahnhof im Norden der Innenstadt und ist durch Straßen in die nördlich gelegenen Yungas und in das südlich gelegene Oruro mit dem Rest des Landes verbunden.
La Paz verfügt über einen internationalen und nationalen Flughafen. Der internationale Flughafen mit dem Namen Aeropuerto Internacional El Alto liegt westlich von La Paz auf der Hochfläche. Um den Flughafen herum entstand die Stadt El Alto, die aufgrund der fehlenden Wachstumsmöglichkeiten von La Paz durch die Lage im Talkessel inzwischen mehr Einwohner hat als La Paz.
La Paz hat keinen Anschluss an die Eisenbahn mehr. Er wurde Ende der 1990er Jahre stillgelegt. Der ehemalige Zentralbahnhof der Stadt liegt direkt neben der Talstation der roten Linie des Seilbahnsystems Mi Teleférico. Ehemals endeten hier die Bahnstrecken
- Antofagasta–La Paz von Chile und Argentinien,
- Arica–La Paz von Chile und
- La Paz–Guaqui, die ehemals das Trajekt über den Titicacasee nach Peru anband.

### Nahverkehr
Aufgrund der Topographie gibt es im Stadtgebiet nur wenige breite und flache Hauptstraßen, auf die sich der Fahrzeugverkehr konzentriert. Insbesondere im Stadtzentrum, das nicht umfahren werden kann, kommt es häufig zu chaotischen Verkehrsverhältnissen.
Der öffentliche Nahverkehr besteht hauptsächlich aus Minibussen (max. 35 Eurocent) und Sammeltaxis („Trufis“, max. 50 Eurocent). So gibt es mehr als 200 verschiedene Routen, die jeden Bereich der Stadt abdecken. Die Busse und Taxis halten ohne feste Haltestellen auf Zuwinken oder Zuruf, was insbesondere auf den stark belasteten Hauptstraßen im Zentrum zu erheblichen Verkehrsbehinderungen führt. Versuche der Stadtverwaltung, im Zentrum verbindliche Haltestellen vorzuschreiben, waren bisher erfolglos.
Viele Radiotaxis (mit Funkgeräten ausgestattete Fahrzeuge, die telefonisch bestellt, aber auch auf der Straße herangewinkt werden können) prägen das Verkehrsbild. Die Fahrpreise der Radiotaxis sind höher als die der normalen Taxis ohne Funk (die nur herangewunken werden können), gelten aber als sehr sicher, da die Fahrer eine Pauschale verdienen und deshalb nicht gezwungen sind, rasant zu fahren, um möglichst viele Passagiere abzufertigen. Für weniger als vier Euro kommt man innerhalb der Stadt überall hin. Nachts sollte man aus Sicherheitsgründen nur mit Radiotaxen fahren, die man sich telefonisch bestellt hat.

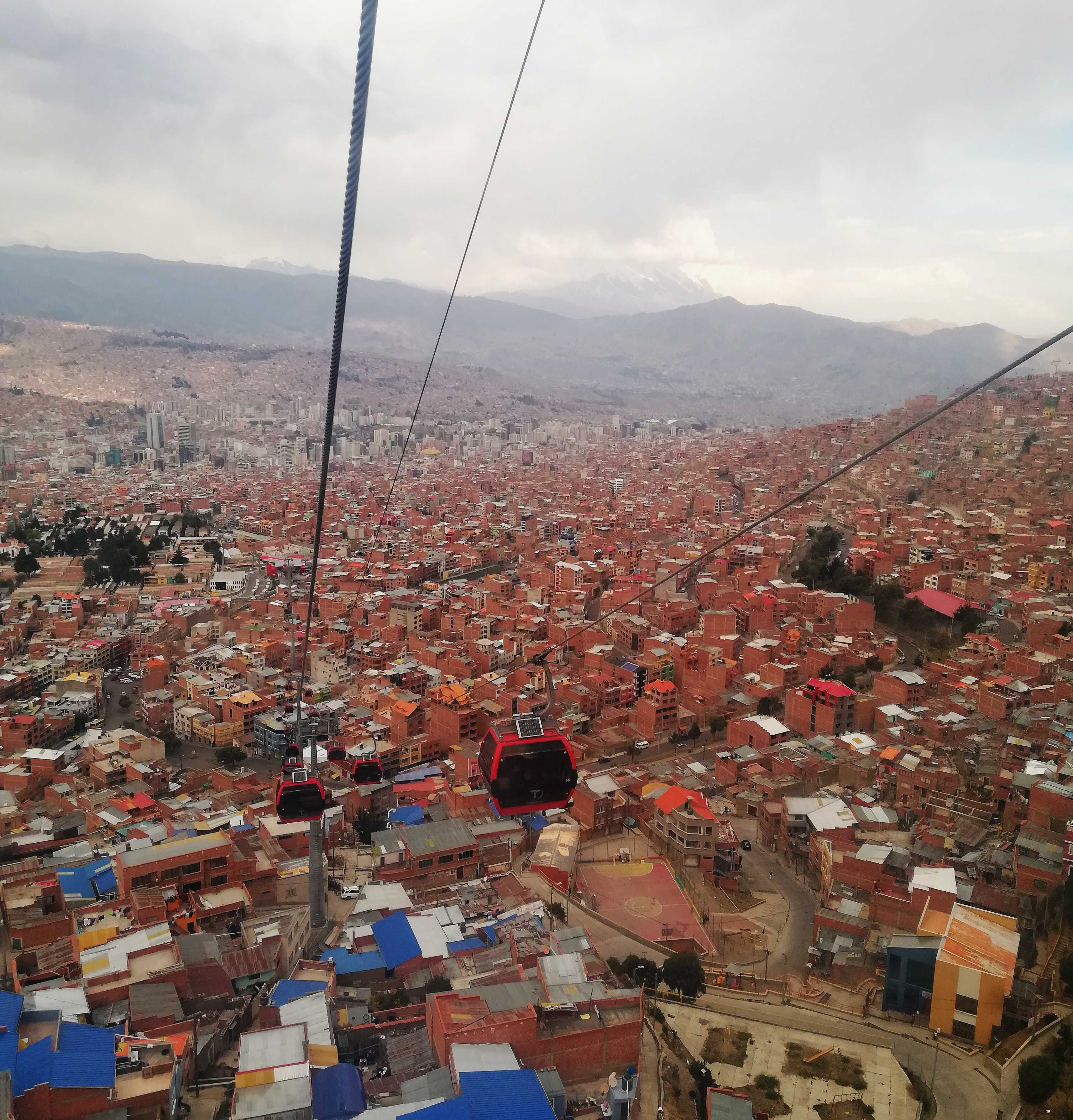
Seilbahn über La Paz

Zur Verbesserung der Verkehrsverhältnisse wurde erst auf politischer Ebene der Bau einer Hochbahn (Tren elevado) diskutiert. Diese hätte vom Stadtzentrum in die talabwärts gelegenen Vororte der Zona Sur führen, und später vom Zentrum nach El Alto verlängert werden sollen. Auf Grund der speziellen Topographie mit großen Höhenunterschieden, unterirdischen Flüssen und tiefen Tälern innerhalb der Stadt, wurde das Projekt verworfen.

#### Seilbahn

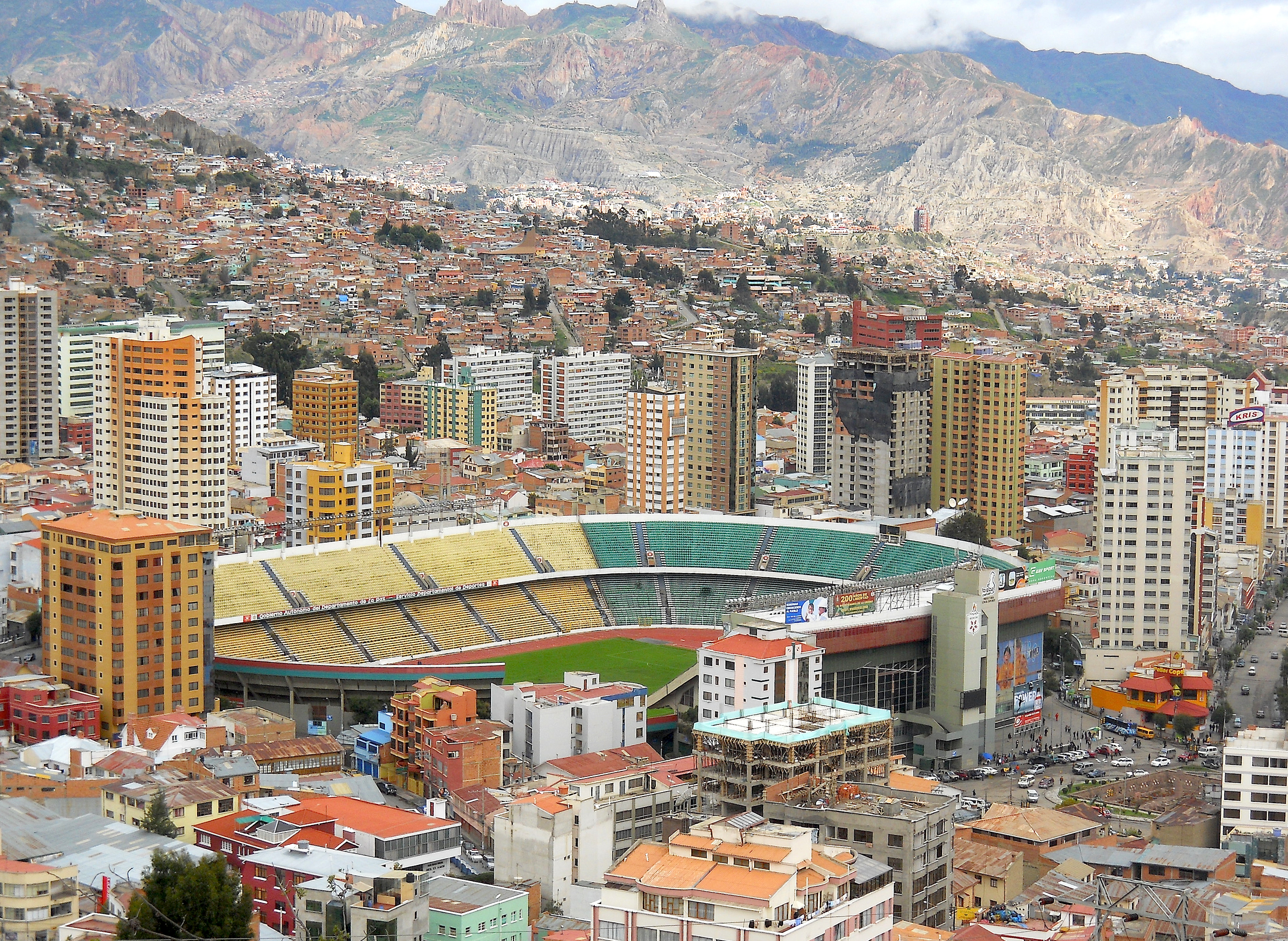
Estadio Hernando Siles

Das Seilbahnnetz Mi Teleférico ist eine wichtige Säule des innerstädtischen Verkehrs in La Paz. Im Sommer 2012 wurde vom bolivianischen Staatspräsidenten Evo Morales der Bau von drei Seilbahn-Linien angekündigt, die dann in Folge bis Dezember 2014 auch umgesetzt wurden. Kritiker bemängelten während der Ankündigungsphase, dass diese im besten Fall nur etwa sechs Prozent (18.000 Personen/Stunde auf allen 3 Linien; 17 Stunden Betrieb/Tag) der täglichen Verkehrsleistung in La Paz aufnehmen können; angestrebt war ein Fahrpreis unter demjenigen der Minibusse/Trufis (PKW-Sammeltaxis).
Am 10. September 2012 wurde ein Vertrag zwischen dem österreichischen Unternehmen Doppelmayr und der bolivianischen Regierung unterzeichnet. Der Vertrag umfasste Investitionen im Umfang von 234,6 Millionen US-Dollar zum Aufbau von drei Linien.
Nach einer Bauzeit von weniger als 18 Monaten konnte am 30. Mai 2014 die erste der drei Linien mit einer Streckenlänge von 2664 Metern unter Anwesenheit von Staatspräsident Evo Morales eröffnet werden, die Kabinen sind täglich 17 Stunden an 360 Tagen im Jahr in Betrieb, und können bis zu 18.000 Personen pro Stunde transportieren. Ende 2014 waren alle drei Linien (rot, gelb und grün) mit elf Stationen in Betrieb, bis zum Ende des Jahres 2019 wurde das Netz auf insgesamt zehn Linien und 36 Stationen und einer Gesamtlänge von über 30 km erweitert, die Transportleistung pro Stunde erhöhte sich auf 30.000 Personen. Das Großprojekt mit dann insgesamt elf Linien sollte im Jahr 2020 mit der goldenen Linie abgeschlossen werden, die Eröffnung wurde jedoch aufgrund der Pandemie und Finanzierungsproblemen verschoben und ist mit Stand 2024[veraltet] noch nicht erfolgt.

## Söhne und Töchter der Stadt

### Bis 1900
- Francisco Tadeo Díez de Medina (1725–1803), Beamter und Richter, Gouverneur des Generalkapitanats Chile
- José María Pérez de Urdininea (1784–1865), Politiker und dritter Präsident Boliviens
- Andrés de Santa Cruz (1792–1865), Präsident von Peru und Bolivien
- José Ballivián (1805–1852), General im Peruanisch-Bolivianischen Konföderationskrieg und 9. Präsident von Bolivien
- Eusebio Guilarte Vera (1805–1849), Politiker und als Nachfolger von José Ballivián Präsident von Bolivien
- Manuel Isidoro Belzu (1808–1865), Offizier und Politiker
- Agustín Morales Hernández (1808–1872), Militär, Politiker und Präsident
- Pedro José Domingo de Guerra (1809–1879), Präsident von Bolivien während des Salpeterkrieges
- Jorge Córdova (1822–1861), Armee-Offizier und der 15. Präsident seines Landes
- Adolfo Ballivián Coll (1831–1874), Militär, Autor, Politiker und Präsident seines Landes
- Daniel Nuñez del Prado (1840–1891), Außenminister, Freiheitskämpfer und Arzt
- Abel Iturralde Palacios (1869–1935), Rechtsanwalt und Politiker
- Alberto Díez de Medina Lertora (1877–1932), Diplomat…
- Alcides Arguedas (1879–1946), Schriftsteller und Philosoph
- Emilio Villanueva (1882–1970), Architekt
- Hugo Ernst Rivera (1888–?), Politiker und Diplomat
- Néstor Guillén (1890–1966), Politiker
- Enrique Peñaranda del Castillo (1892–1969), General
- Enrique Hertzog (1896–1980), Politiker und Diplomat
- Miguel Murillo (1898–1968), Fußballspieler
- Renato Sáinz (1899–1982), Fußballspieler

### 1901 bis 1950
- Casiano Chavarría (1901–?), Fußballspieler
- Wilhelm Wichtendahl (1902–1992), deutscher Architekt
- Juan Argote (1905–?), Fußballspieler
- José Bustamante (1907–?), Fußballspieler
- Mario Alborta (1910–1976), Fußballspieler
- Jorge Manrique Hurtado (1911–1995), römisch-katholischer Geistlicher und Erzbischof von La Paz
- Wilfred von Oven (1912–2008), Pressereferent im Reichspropagandaministerium, Journalist
- Hernán Siles Zuazo (1914–1996), Politiker und zweimal Präsident
- Yolanda Bedregal (1916–1999), Lyrikerin und Dichterin, bekannt als Yolanda de Bolivia
- Jaime Sáenz (1921–1986), Schriftsteller, Dichter und Dramatiker
- Alberto Aparicio (1923–?), Fußballspieler
- Juan Arricio (1923–?), Fußballspieler
- Antonio Greco (1923–?), Fußballspieler
- Benedicto Godoy (1924–?), Fußballspieler
- Benigno Gutiérrez (1925–??), Fußballspieler
- Luis Adolfo Siles Salinas (1925–2005), Rechtsanwalt, Politiker und ehemaliger Präsident Boliviens
- Teresa Gisbert (1926–2018), Architektin und Historikerin
- Andrés Selich Chop (1927–1973), Militär und Diplomat
- Antonio Arguedas Mendieta (1928–2000), Politiker
- Luis García Meza Tejada (1929–2018), General
- Gonzalo Sánchez de Lozada (* 1930), Ex-Präsident von Bolivien
- Juan Pereda Asbún (1931–2012), Politiker und Präsident Boliviens (1978)
- Óscar Pammo Rodríguez (* 1935), Konteradmiral im Ruhestand
- Graciela Rodo Boulanger (* 1935), Malerin
- Gonzalo Ramiro del Castillo Crespo (1936–2019), katholischer Geistlicher, Militärbischof von Bolivien
- Jorge Sanjinés (* 1936), Filmregisseur
- Guido Vildoso Calderón (* 1937), General und 70. Präsident der Republik (1982)
- Jorge Vázquez Viaña (* 1939; verschwunden 1967), intellektueller Revolutionär in der Guerilla Che Guevaras
- Oscar Saavedra (1940–2018), Experimenteller Astro-Teilchenphysiker
- Alberto Villalpando (* 1940), Komponist
- Ramiro Blacut (1944–2024), Fußballspieler und -trainer
- René Blattmann (* 1948), Jurist
- Silvia Rivera Cusicanqui (* 1949), Soziologin, Historikerin, Feministin und Theoretikerin der Subalternität
- Germán Efromovich (* 1950), Geschäftsmann mit brasilianischer, kolumbianischer und polnischer Staatsbürgerschaft

### Ab 1951
- Germán Quiroga Gómez (* 1951), Politiker
- Mario Hada (* 1952), Skirennläufer
- Carlos Mesa (* 1953), ehemaliger Präsident von Bolivien
- Carmen Perrin (* 1953), bolivianisch-schweizerische Plastikerin und Objektkünstlerin
- Jaime Mirtenbaum Zenamon (* 1953), Klassischer Gitarrist und Komponist
- José Efromovich (* 1955), brasilianischer Geschäftsmann polnisch-jüdischer Abstammung
- Manfred Reyes Villa (* 1955), bolivianischer Politiker
- Rubén Silva (* 1955), bolivianisch-polnischer Dirigent
- José Manuel Bejarano (* 1956), Skirennläufer
- Waldo Albarracín (* 1957), Bürgerrechtler
- Billy Farwig (* 1957), Skirennläufer
- Rodolfo Illanes (1958–2016), Jurist und Politiker
- Samuel Doria Medina (* 1958), Politiker
- Víctor Montoya (* 1958), Schriftsteller, Journalist und Pädagoge
- Vera Stein, geb. Waltraud Storck (* 1958), deutsche Buchautorin
- Oscar Omar Aparicio Céspedes (* 1959), Geistlicher und seit 2014 Erzbischof von Cochabamba
- Kori Udovički (* 1961), serbische Politikerin
- Elías Blanco Mamani (* 1962), Journalist, Literaturwissenschaftler und Biograf
- Luis Arce (* 1963), Ökonom, Hochschullehrer, Politiker und Präsident von Bolivien
- Pascual Limachi Ortiz (* 1963), römisch-katholischer Geistlicher, Prälat von Corocoro
- María Galindo (* 1964), anarchafeministische Aktivistin und Psychologin
- Javier Parrado (* 1964), Komponist
- Jorge Salazar-Bravo (* 1964), bolivianisch-US-amerikanischer Mammaloge
- Yayo Morales (* 1967), Jazzmusiker
- Pedro Luis Fuentes Valencia (* 1968), römisch-katholischer Ordensgeistlicher, Weihbischof in La Paz
- Verona Pooth, geb. Feldbusch (* 1968), deutsche Moderatorin und Unternehmerin
- Juan Carlos Huaygua Oropeza (* 1972), römisch-katholischer Ordensgeistlicher, Bischof von Coroico
- Giovani Edgar Arana (* 1974), römisch-katholischer Geistlicher, Bischof von El Alto
- Basilio Mamani Quispe (* 1975), römisch-katholischer Geistlicher, Weihbischof in La Paz
- Sonia Calizaya (* 1976), Marathonläuferin
- Joaquín Botero (* 1977), Fußballspieler
- Gabriela Gottschalk (* 1978), deutsche Choreografin, Tänzerin und Sängerin
- Natalia López (* 1980), mexikanisch-bolivianische Filmeditorin, Filmregisseurin, Drehbuchautorin und Schauspielerin
- David Lemaitre (* 1985), Sänger und Komponist
- Boris Arias (* 1993), Tennisspieler
- Felix Streng (* 1995), deutscher Leichtathlet im Behindertensport

## Städtepartnerschaften
La Paz unterhält mit folgenden Städten Partnerschaften:
- Arequipa, Peru
- Arica, Chile
- Armenia, Kolumbien
- Asunción, Paraguay
- Bogotá, Kolumbien
- Autonome Provinz Bozen – Südtirol, Italien
- Bonn, Deutschland
- Buenos Aires, Argentinien
- Calama, Chile
- Canelones, Uruguay
- Caracas, Venezuela
- Cusco, Peru[15]
- Dalian, Volksrepublik China
- Denver, Vereinigte Staaten
- Ensenada, Mexiko
- Stockholm, Schweden
- Iquique, Chile
- Havanna, Kuba
- London, Vereinigtes Königreich
- Madrid, Spanien
- Mérida, Venezuela
- Montevideo, Uruguay
- Moquegua, Peru
- Moskau, Russland
- New York City, Vereinigte Staaten
- Pachuca de Soto, Mexiko
- Puno, Peru
- Quito, Ecuador
- Rio de Janeiro, Brasilien
- São Paulo, Brasilien
- Santa Ana de Coro, Venezuela
- Saragossa, Spanien

La Paz ist seit dem 12. Oktober 1982 Teil der Vereinigung der iberoamerikanischen Hauptstädte (UCCI) und gehört seit 1999 dem Netzwerk „Mercociudades“ an, in dem sich 380 Städte aus Mercosur-Ländern zusammenschlossen (Stand 2024).